# جيمس ويسلي توربين
جيمس ويسلي توربين (مواليد 18 ديسمبر 1927) هو طبيب أمريكي وواعظ سابق تحول إلى البهائية. وهو مؤسس ومدير مشروع الاهتمام الدولي ‏ (PCI) وناشط ضد تأثير الحرب والفقر على الشباب في آسيا.
نشأ توربين في شرق كنتاكي في آشلاند. في عام 1960 بدأ نشاطًا مدى الحياة من أجل أولئك الذين يعانون من نقص الرعاية الطبية وظروف المعيشة الفقيرة، وخاصة في هونغ كونغ وفيتنام وأبالاتشيا، من خلال مشروع الاهتمام الدولي، واكتسب احترامًا من أولئك الذين ساعدهم وتقديرًا من المؤسسات الموجهة نحو الخدمة لذلك. أدى الصراع حول المشورة الطبية التي قدمت لعائلته شخصيًا إلى ظهور مجال جديد من قانون المسؤولية التقصيرية يسمى الحياة الخاطئة. ويعيش حاليًا في غرب ولاية كارولينا الشمالية ويواصل نشاطه.

## السنوات الأولى
وُلِد جيمس ويسلي توربين، حوالي عام 1928 ونشأ في شرق كنتاكي في آشلاند. كان والديه هما إيفلين هوب ديوك وجيمس ويليام "بيل" توربين. كان جيمس ويليام مهندس سلامة في الشركة التي أصبحت تُعرف باسم شركة أرمكو ستيل. وكان والد والدته جون ويسلي ديوك، طبيبًا، وكان قدوة حسنة لتوربين الصغير. لدى جيم أخ اسمه ويليام.

## مرحلة البلوغ المبكرة
في المدرسة الثانوية، حصل توربين على "ترخيص محلي" للتبشير في خمس كنائس في المنطقة. في الحرب العالمية الثانية خدم توربين في البحرية كمسعف. التحق بالجامعة من خلال برنامج مساعدة المحاربين القدامى في جامعة إيموري. سعى في البداية إلى الالتحاق بكلية الطب، ولكن بعد فشله في دراسة الكيمياء العضوية، نُصح بالابتعاد عن الطب ودراسة اللاهوت بدلاً من ذلك في مدرسة كاندلر. ومع ذلك، بعد مرور عام واحد على التحاقه بمدرسة اللاهوت، نجح في أخذ دورة في الكيمياء، لذلك أضاف الذهاب إلى كلية الطب حقيقًا لأهداف طفولته على غرار جده. تخرج بدرجة البكالوريوس في العلوم في عام 1949. في عام 1949 تزوج أيضًا من مارثا (غالبًا مولي أو مولي) ويليامسون من جورجيا والتي تخرجت في نفس العام. كان لديهم أربعة أطفال؛ وُلِد طفلهم الأول حوالي عام 1951، في نفس العام الذي أنهى فيه دراسته في اللاهوت. تم تعيينه قسًا ميثوديًا في عام 1954 وحصل على شهادته الطبية في عام 1955. انتقلت العائلة إلى كورونادو، كاليفورنيا في عام 1957 بعد فترة قصيرة من الخدمة في جورجيا.
في كورونادو، اشترى عيادة طبية ناجحة براتب يُقال إنه يزيد عن 50 ألف دولار سنويًا، من طبيب متقاعد. انتُخب توربين لعضوية مجلس المدينة في سان دييغو، وعمل مدرسًا في مدرسة الأحد في الكنيسة الميثودية وانتُخب نائبًا لرئيس جمعية أولياء الأمور والمعلمين المحلية. ومع ذلك، كما قال في مقالته عن سيرته الذاتية، وكتابه الأول، لم يكن راضيًا عن حياته ذات المعنى وكان مضطربًا وقال في مكان آخر: "لقد سيطر عليه خيبة أمل غامضة ولكنها مزعجة".

## مشروع الاهتمام الدولي
من خلال فصل دراسي للبالغين في كنيسة ميثودية، علم بوجود عيادة كاسا دي تودوس في تيخوانا، المكسيك، في عام 1960 تقريبًا وقد تحدث عن هذه التجربة في مقالة عام 1967. هناك تمكن من إنقاذ حياة طفلين خلال فترة تطوعه يوما واحدا في الأسبوع. ولكنه وجد أنه بحاجة إلى القيام بشيء أكثر أهمية من مجرد أن يكون طبيبًا واحدًا في مكان واحد يحتاج إلى مساعدة. قام بتأسيس مشروع «الاهتمام» لتنظيم العمل، وتم تأسيسه في عام 1961. ركز أولاً على منزل الجميع.

### التوجه إلى العالمية
حاول توربين الانضمام إلى خدمات مختلفة يمكن أن تكون بمثابة مركبات لعمله، لكنه لم يتلق أي ردود أو أرادوا أشياء أخرى غير ما يمكنه تقديمه. لقد انجذب إلى عمل الدكتور توم دولي الذي عمل سابقًا في مجال الإغاثة الطبية في فيتنام. جاءته فكرة الذهاب إلى هونغ كونغ بسبب بعض التغطية التلفزيونية التي تحدثت عن ذلك من خلال والدة أحد المرضى في كاسا دي تودوس. غادر إلى هونغ كونغ في سبتمبر 1961 في رحلة استكشافية للتعرف على الاحتياجات واللوجستيات والإمكانيات. ومن خلال هذا الاستكشاف، ركز انتباهه على منطقتين – الأشخاص الذين يعيشون على القوارب ومدينة كولون المسورة. لقد واجه بروتوكولات قانونية وثقافية لم يتمكن من تقديرها، وكان بحاجة إلى التسجيل في "المجلس الطبي البريطاني" لإدارة عيادة. لقد حصلوا على مباراة لأنهم كانوا مجموعة من الممرضات الذين كانوا بحاجة إلى طبيب وكان لديهم مرضى وكان طبيبًا يحتاج إلى مرضى.
وقد اكتسب المزيد من المساعدين الراغبين في القيام بالعمل في عام 1962 وشرع في جولة لجمع التبرعات. كما قام بتوسيع العيادة الأرضية الأولية بعيادة على متن قارب أطلق عليها اسم "ياوه أوي"، وهي كلمة صينية تعني "الحب الأخوي". كانت مارثا فنية مختبر. كان هناك شعور فوري بالرضا نتيجة القرب من المعاناة والقدرة على إحداث فرق. انتشرت أخبار العمل وفي أواخر شهر ديسمبر كان توربين ضمن قائمة جايسي (غرفة التجارة الأمريكية) لأفضل عشرة شباب أمريكيين عن مشروعه.
بحلول عام 1963، كان يجمع الأموال من أستراليا والولايات المتحدة. انتقلت عائلته إلى هونغ كونغ وأغلق عيادته في الولايات المتحدة. على مدار العام، استمر مشروع الاهتمام في النمو مع المساعدين.
وذكر أحد الأطباء المتطوعين العاملين في هونغ كونغ أنه رأى معاناة وحرمانًا مماثلين في فيتنام أثناء طريقه شمالًا. في عام 1964، توسع مشروع "الاهتمام" إلى فيتنام، أثناء حرب فيتنام، بما في ذلك تدريب المتطوعين المحليين في شبكة عبر القرى المجاورة – وهو البرنامج الذي تم توسيعه بحلول عام 1967، مما أكسبه ثقة السكان المحليين. أصبح المساعدة في تطوير المساعدة الذاتية هدفًا واضحًا للمنظمة.

### المشروع
تم الترويج لمشروع الاهتمام على نطاق واسع باعتباره مستقلاً عن الحكومة أو الدين، معتمدًا فقط على المساهمات الخاصة وعدم تقديم الدين رسميًا في العملية (على الرغم من أنه لا يزال يتم الترويج له في بعض الحالات دينيًا)، مع أفراد من حوالي 20 جنسية من بين 100 موظف بحلول عام 1965. وصلت المساهمات والأموال من أماكن أبعد في عام 1965، بما في ذلك دعم ملكة جمال أمريكا آنذاك لعام 1966. تضمنت بعض أعمال المشروع فصولًا دراسية مع طلاب من جامعة ستانفورد يعملون لبعض الوقت. في عامي 1965 و1966 عادت زوجته وأطفاله إلى الولايات المتحدة وبدأت مارثا في الذهاب إلى كلية الطب.
في عام 1963، ربما في إشارة إلى قلقه في السنوات السابقة وسبب عمله في المشروع، قال توربين: "الروتين يشبه القبر الذي انقطعت أطرافه. أعتقد أن الكثير من الناس يعيشون في روتين ولا يعرفون السبب، ولدي حل محتمل لهم في مشروع الاهتمام".
في عام 1966، استخدم توربين كلماتٍ للشاعر جون دون من القرن السابع عشر في دعاية مشروع "الاهتمام"، مثل: "لا يوجد إنسانٌ جزيرةٌ منعزلةٌ بذاتها... موت أي إنسانٍ يُنقص من شأني لأني جزءٌ من البشرية. ولذلك، يبدو أنني لا أعرف لمن يُقرع الجرس – إنه يُقرع من أجلك." كانت هناك أربع عيادات في فيتنام، بالإضافة إلى هونغ كونغ وتيخوانا.
في عام 1966، نُشر كتابه "طبيب فيتنام: قصة مشروع الاهتمام"، وتمت مراجعته على مر السنين وتم التبرع به للمكتبات.
في هذه الأثناء، شرع توربين في جولة لجمع التبرعات لصالح مشروع "الاهتمام"، مشيرًا إلى أن تكلفة إدارة مجموعة العيادات كانت 20 ألف دولار شهريًا حوالي عام 1966، كما ذكرت الصحف أيضًا تقدم زوجته في كلية الطب عام 1967. كانت على وشك الانتهاء من دراستها بحلول عام 1969.
نشر توربين مقالاً في مجلة جايد بوستس والذي كان يتردد صداه في العديد من الصحف تحت عناوين مختلفة:
- "الطريقة الوحيدة للانتماء إلى الحياة"[50]
- "الله لم يخذلنا أبدًا"،[51]
- "الحلم يصبح حقيقة"[52]
- "انتصارهم لنا جميعًا في فيتنام"[53]
- "لقد فشلت في اتخاذ الخطوة الصغيرة الأولى"[54]

استخدم اقتباسًا آخر للتعبير عن طبيعة عمل مشروع الاهتمام – كما سمع توربين المتطوعة ماريا ميزا تقوله: "أحبك؟ أنا أنت."
كان وقت توربين مقسمًا بين جولات جمع التبرعات والعمل الميداني في الفترة من عام 1968 إلى عام 1970. حصل على مساعدين آخرين متحمسين للعمل. كان أحد الابتكارات في جمع التبرعات هو "المسيرة من أجل البشرية" في عام 1969 والتي استمرت في عامي 1970 و1971 تم التفكير في المسيرة على أنها نشأت مع المشروع في السنوات اللاحقة على الرغم من أنها استُخدمت منذ ذلك الحين لأهداف أخرى لجمع التبرعات (واستُخدمت في تفاصيل أخرى – انظر جيري بيرتييه وهو ليس ثقيلًا، إنه أخي). كان هناك ابتكار آخر في جمع التبرعات وهو فيلم منخرط في العلوم الإنسانية. تمت الإشارة إلى برنامج العيادات التابع للمعاهد الوطنية للصحة في حاجة إلى الحماس الذي قدمه توربين وألهمه.
كان توربين لا يزال معروفًا بشكل واضح باعتباره قسًا ميثوديًا.
افتتحت منظمة مشروع الاهتمام وحدة أبالاشيا في بيردستاون، تينيسي في عام 1969 – وهي بلدة لم يكن بها طبيب لمدة 9 سنوات ولم يكن بها طبيب أسنان في عام 63 وتم تقديم الخدمات لها من خلال عدد من المتطوعين لفترة من الوقت. تمت إضافة فارمنجتون، نيو مكسيكو كموقع آخر.
بدأت مؤسسة مشروع الاهتمام في إنشاء مكاتب إقليمية.
في عام 1970 نشر توربين كتابه الثاني – بلد بعيد: القصة المستمرة لمشروع الاهتمام. قام بجولة عام 1970 للحصول على التمويل، أثناء إضافة موقع مشروع في بيستي، نيو مكسيكو، (بالقرب من برية بيستي/دي–نا–زين).
أُرغمت شركة مشروع الاهتمام على مغادرة فيتنام في عام 1972 خلال الأيام الأخيرة من الحرب. بدلاً من ذلك، حضر توربين ومولي الاجتماع الوطني لمشروع الاهتمام في مارس وتم تقديمهما في مقالة في مجلة التدبير المنزلي الجيد. عمل توربين ومولي معًا في تينيسي لصالح مشروع الاهتمام في عام 1973.

## النشاط
ومع تصاعد المخاوف بشأن الحرب في فيتنام، تحدث علناً عن آرائه بشأن الأولويات الواضحة المتمثلة في الفوز بالحرب ولكن خسارة الشعب:
- "الأشخاص الذين يعيشون في ظروف مرضية سوف يختارون الحلول المرضية لحل مشاكلهم"[81]

في عام 1967 أصبح أكثر صراحة:
- "إن قتل جندي فيت كونغ واحد يكلف 224 ألف دولار (ونصف هذا المبلغ)... ويمكن تثقيف الآلاف"[82]
- "لو فعلنا في عام 1945 في آسيا ما فعلناه في أوروبا من خلال خطة مارشال، لما تطورت الأزمة في آسيا."[82]
- لستُ عسكريًا ولا حتى استراتيجيًا. كل ما أعرفه هو مرض السل، والديدان الخطافية، وسوء التغذية التي تُنهك شعب فيتنام.[82]

روّج توربين لفكرة تحويل التوجه في الحرب إلى ما أسماه آنذاك "بناة الأمة" من الكوادر الماهرة للمساعدة في تحويل المجتمع – وكانت قائمته "الأطباء، وأطباء الأسنان، والممرضات، وفنيي المختبرات، وعمال الصرف الصحي، والمعلمين، والفنيين الزراعيين، والمهندسين المدنيين، وفنيي تربية الحيوانات، وفنيي الصناعات المنزلية". ومن الاقتباسات الأخرى في ذلك الوقت التي توضح تفكيره:
- "يتطلب الأمر 260 ألف دولار لقتل جندي فيتنامي واحد وسنتًا واحدًا مقابل كل وجبة لإطعام طفل فيتنامي."[83]
- "أنا واثق من أننا نحتاج إلى هؤلاء الأشخاص بقدر ما يحتاجون إلينا."[83]
- "لدينا عدد متزايد من الأشخاص الذين ليس لديهم أي مشاعر تجاه أي شيء – يُطلق عليهم اسم "الخطاة الصامتون."[83]
- "الطائر الذي يزعجني أكثر ليس الصقر أو الحمامة، بل النعامة – كثير من الناس يدفنون رؤوسهم في الرمال."[83]

وأرسل خطة سلام إلى الحكومتين الفيتنامية والأمريكية تتمحور حول التنمية الاجتماعية.
أصبح متفائلاً بينما كان لا يزال يسعى إلى تنشيط الشباب – "لقد كان مثيرو المشاكل لدينا اليوم موجودين منذ سنوات، لكننا أكثر قلقًا الآن. نحن نتعامل مع مشاكلنا كما لم نفعل من قبل. لم نمر بمثل هذه الأوقات المثالية من قبل." ركز انتباه الأشخاص الذين قرأوا واستمعوا إليه يتحدث بأن المشكلة تكمن في الفقر وليس السياسة..
دافع توربين عن طرق مشاركة الشباب في مشاكل المجتمع وحصل على سوار الأخوة مع شعب مونتانارد أو ديجار في فيتنام في عام 1971. واصل الأطباء المشاركة في العمل – أحدهم في منطقة أبالاتشيا في عام 1971. وفي هذه الأثناء، أنهت مولي تدريبها. لقد فكروا في العمل في مشروع أريزونا الجديد.
تحدث توربين في مؤتمر جايسي الذي عقد في شتاء عام 1972 وكان مهتمًا بتعزيز الأخوة في جميع أنحاء العالم وتأمل في كيفية بدايته ولكن الوضع في أمريكا كان يعاني أيضًا:
- "جعل وثيقة الحقوق وإعلان الاستقلال حية."[90]
- "ثورة في المواقف تجاه بناء عالم جديد شجاع."[90]
- "لقد امتلأت معدتي بالأب الأبيض العظيم."[90]

## الحياة الجديدة
انتهى دور توربين كمدير عام لمشروع الاهتمام في عام 1974، وفقد ابنه الأكبر في حادث تحطم طائرة، وتطلق، وانضم إلى الديانة البهائية. واصل عمله في الإغاثة في أبالاتشيا وقاده اعتناقه للإسلام إلى مقابلة دونا رين تيرنر، التي كانت عضوًا في الدين منذ عام 1964 وسرعان ما تزوجا (في حفل بهائي). ظهر توربين في عدد قليل جدًا من حملات جمع التبرعات لصالح مشروع الاهتمام في عام 1975 – وهو نفس العام الذي أنجبت فيه توربين ورين (كما تُعرف) طفلهما الأول.

### قضية الحياة الخاطئة
بحلول أواخر سبعينيات القرن العشرين، أصبح من الواضح أن ابنتيه الجديدتين كانتا أصم. وبعد قليل تم رفع قضية تشير إلى الاستشارة الوراثية الخاطئة – حيث تبين أن الزوج ورين يشتركان في جينات متنحية مما أدى إلى ارتفاع احتمالية إنجاب أطفال صماء. تصاعدت القضية وأصبحت تُعرف باسم قضية الحياة الخاطئة.
في البداية انتقلت العائلة إلى غوام حوالي عام 1976–1977 لتكون رائدة في دعم البهائيين وتعزيز الدين مع إدارة عيادة في الجزيرة. ومع ذلك، عندما تم إثبات مشكلة السمع التي يعاني منها طفلهما الأكبر، انتقلا مرة أخرى إلى كاليفورنيا. وفي خضم القضية، انتقلوا في مايو/أيار 1981 إلى ولاية كارولينا الشمالية، وتمت تسوية القضية أخيراً في عام 1982.

### شبه التقاعد في ولاية كارولينا الشمالية
في ولاية كارولينا الشمالية، كان توربين مرئيًا وهو يعمل لصالح الديانة البهائية عندما ألقى محاضرتين في عام 1982 حول الدين والعمل الإنساني في رالي في جامعة ولاية كارولينا الشمالية للنادي البهائي في فبراير. في شهر مارس، نُشرت مقابلة مع توربين تسلط الضوء على اضطهاد البهائيين في إيران منذ الثورة الإيرانية عام 1979.
في مارس 1986، عاد لزيارة عيادة تيخوانا وعلق قائلاً "يقول أصدقائي إنني كنت بهائيًا دائمًا". وفي مايو، شارك توربين في مؤتمر سلام استضافه البهائيون في هاواي تكريمًا للعام الدولي للسلام. وبعد تحسن العلاقات مع فيتنام، علم أن أحد المستشفيات التي بناها – وأحد المتدربين الذين دربهم – لا يزال يعمل في فيتنام. بعد إجراء الاتصال تمت دعوته للزيارة وانتهز الفرصة لتعزيز السلام. كان أحد المستشفيات التي تم تمويلها في الأصل من قبل الفيلق الأمريكي.
عاد توربين إلى الولايات المتحدة وألقى محاضرة عن فيتنام لنادي البهائيين في جامعة نورث كارولينا في تشابل هيل في خريف عام 1989.
في عام 1993، أثناء عمله بدوام جزئي في مجال الطب المهني في غرب ولاية كارولينا الشمالية، تمكن من إعادة التعاون مع مستشفى آخر في فيتنام كان قد أسسه من خلال مشروع الاهتمام.
ثم عمل بدوام كامل مع إدارة الإصلاحات في ولاية كارولينا الشمالية مع السجناء في العديد من مقاطعات غرب كارولينا الشمالية، وتطوع في عيادة محلية، وقرر تقديم عرض أوركسترا بالقرب من العيادة.
في عام 2002، حضر توربين ورين فعالية لجمع التبرعات لصالح مشروع الاهتمام إنترناشيونال.

## الجوائز
في عام 1962، كان توربين ضمن قائمة جايسي لأفضل عشرة شباب متميزين. كانت هذه بداية علاقة طويلة الأمد مع جايسي وتمويل عمل توربين استمرت لأكثر من عقد من الزمان.
في عام 1963، مُنح توربين ميدالية القيادة من أجل الحرية من قبل مؤسسة الحريات.
في عام 1993 حصل على جائزة الإنسانية الدولية من جمعية الصليب الأحمر الأمريكية في الخارج.
في عام 2011 حصل على ميدالية إيموري، وهي أعلى وسام لخريجي جامعة إيموري، جورجيا.

## وصلات خارجية
- LinkedIn profile